# 아무 키

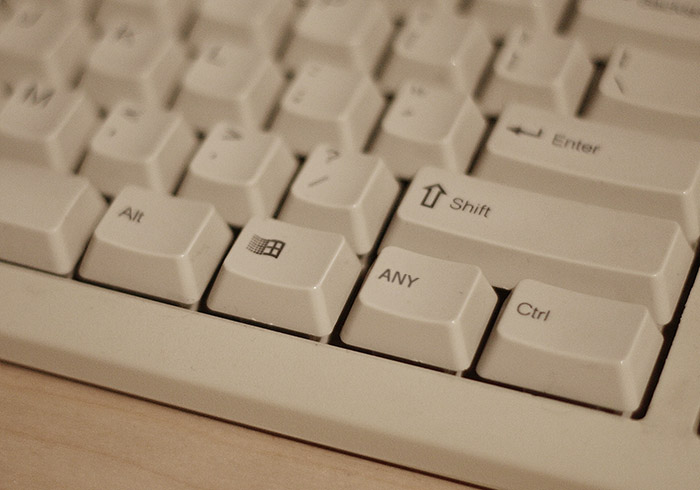
가공으로 만들어진 Any key

아무 키(Any key)는 컴퓨터 조작에서 소프트웨어가 유저에게 대하여 무언가 표시출력을 하여 이것을 인식시키는 불특정 키 입력을 요구할 때 쓰이는 표현이다.

## 개요
현재 일반적으로 유통되고 있는 컴퓨터에서 표준으로 ANY라고 각인이 된 자판은 없다. 영어의 any는 의문문이나 부정문에서 불특정한 것을 나타내는데 긍정문의 단수형을 수반할 경우 any는 불특정한 것을 표시하여 "Press any key"는 「(아무 키나 괜찮으니) 키를 누르시오」라는 의미를 가진다. 컴퓨터 화면상에는 「Press any key to continue...」 혹은 「Hit any key...」등으로 무언가 키입력을 요구할 때 쓰이는 표현이다.
한국어 명령어에서는 "아무 키나 누르시오"와 비슷한 양식으로 표시된다.

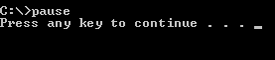
도스 환경에서 표시되는 아무 키를 누르라는 명령어

## 혼란
처음으로 일반적인 PC가 보급되기 시작했을 무렵부터, 특히나 컴퓨터 소프트웨어 처리에 관련하여 자세한 교육을 받지 못한 사람도 컴퓨터를 접할 기회가 생기면서 소소한 문제가 발생하기 시작한다.
이러한 「처리를 확인하기 위해 키입력을 요구」하는 종류의 메시지는 이를테면 "Yes/No" 선택에선 Y키, N키를 누르던지 혹은 "Hit space key" 아니면 "Hit enter key"와 같은 특정 키입력을 요구하는 양식도 있다. 이때문에 이용자들 중에선 이 "Any"라는 각인이 있는 키가 어딘가에 있으리라 믿고 키보드에서 찾는데 혈안이 된 사람도 있었다.

## 기타
더글러스 데리언 워커가 연기하는 "the guy with glasses"에선 이 아무 키가 어디에 있느냐고 질문한 사람에 대해 조소하는 듯한 답변을 해주었다.

## 참고 자료
- Nick farrell(2006-12-18)"Compaq tells punters where the 'any' key is" 2008/1/23 보관됨 2009-06-26 - 웨이백 머신